# لا سييرا دي تير
بلدية لا سييرا دي تير (بالإسبانية: La Sellera de Ter) هي بلدية تقع في مقاطعة جرندة التابعة لمنطقة كتالونيا شمال شرق إسبانيا.

## الديموغرافيا
بلغ عدد سكان بلدية لا سييرا دي تير 2.105 نسمة عام 2011 (وفقاً للمعهد الوطني الإسباني للإحصاء).
| 2.034 | 2.028 | 2.062 | 2.064 | 2.124 | 2.186 | 2.105 |